# Кепсут (ільче)
Кепсут (тур. Kepsut) — ільче (округ) у складі ілу Баликесір на заході Туреччини. Адміністративний центр — місто Кепсут.
Ільче утворений 1953 року шляхом відокремлення від ільче Баликесір.

## Склад
До складу ільче (округу) входить 2 буджаки (райони) та 64 населених пункти (1 місто та 63 села):
| Поселення | Площа, км² | Населення, осіб (2010) | Центр  | Населені пункти |
| --------- | ---------- | ---------------------- | ------ | --------------- |
| Дурак     | -          | 5628                   | Дурак  | 20              |
| Кепсут    | -          | 19946                  | Кепсут | 44              |

### Найбільші населені пункти
| №  | Населений пункт | Населення, осіб (2010) |
| -- | --------------- | ---------------------- |
| 1  | Кепсут          | 7 286                  |
| 2  | Хоташлар        | 1 400                  |
| 3  | Махмудіє        | 879                    |
| 4  | Ешелер          | 686                    |
| 5  | Бейкьой         | 780                    |
| 6  | Османіє         | 718                    |
| 7  | Бюкдере         | 710                    |
| 8  | Сарач           | 692                    |
| 9  | Ісаалан         | 686                    |
| 10 | Гьоккьой        | 606                    |